# Jorge Rebelo
Pour les articles homonymes, voir Rebelo.
Jorge Rebelo, né en 1940 à Lourenço Marques (auj. Maputo), est un poète, militant politique et journaliste mozambicain, l'un des pionniers du Front de libération du Mozambique (FRELIMO).

## Biographie
Après des études de droit à l'université de Coimbra au Portugal, il est enrôlé dans l'armée portugaise en 1962. Lorsqu'il découvre qu'il va devoir aller combattre les nationalistes en Guinée, il choisit la désertion. Parti du Portugal, il s'enfuit en France où il entre en contact avec Marcelino dos Santos et rejoint le FRELIMO. Il est envoyé au Maroc, puis en Algérie où il s'occupe de la propagande et reçoit un entraînement militaire. Il part ensuite à Dar-es-Salaam où il édite le journal anglophone du mouvement, Mozambique Revolution. À l'indépendance en 1975, il est nommé ministre de l'Information, un poste qu'il conserve jusqu'en 1980. Il devient alors le secrétaire du travail idéologique du FRELIMO pendant une dizaine d'années.
Après sa retraite, il reprend ses activités de juriste et se montre désormais très critique envers les leaders de Frelimo, qu'il juge trop tolérants à l'égard de la corruption. Il est déçu par l'abandon des idéaux défendus par Eduardo Mondlane et Samora Machel et déplore l'absence de dialogue au sein du mouvement. Après un discours très sévère lors du congrès de 2012, il n'est pas réélu au Comité central.

## Œuvre
Avec une poésie qui se veut didactique, il ne poursuit d'un seul objectif, la mettre au service des combattants de la liberté. On peut la voir aussi comme une chronique de la guerre d'indépendance, un appel aux armes, une justification pour le sang versé et les épreuves de la guerre.
Sa poésie figure dans plusieurs anthologies prestigieuses, telles que Literatura africana de expressâo portuguesa (1967) de Mário de Andrade ou When Bullets Begin to Flower: Poems of Resistance from Angola, Mozambique and Guiné (1972), de Margaret Dickinson.